# 咖啡因
咖啡因（英語：caffeine）是一种黄嘌呤生物鹼化合物。
咖啡因主要存在于咖啡树、茶树、巴拉圭冬青（玛黛茶）及瓜拿纳的果实及叶片裡，而可可樹、可樂果及代茶冬青树也存在少量的咖啡因。存在于瓜拿纳中的咖啡因有时也被称为瓜拿纳因（guaranine），而存在于玛黛茶中的被称为马黛因（mateine），在茶中的则被称为茶素（theine）。总体上来说，作为一种自然杀虫剂，目前在超过60种植物的果实、叶片和种子中发现了咖啡因，它能使以这些植物为食的昆蟲麻痹来达到殺蟲的效果。
咖啡因是一种中枢神经兴奋剂，能暫時地驱走睡意并恢复精力，所以人们在从事思考、阅读、会议等脑力劳动时，有时会选择摄入咖啡因来提神；健身者和运动员也可能摄入咖啡因以提高表现。有咖啡因成分的咖啡、茶、软饮料及能量饮料十分畅销，因此也有一定的成癮性（Coffee addiction），咖啡因也是世界上最普遍被使用的精神药品。在北美，90%成年人每天都會需要攝食咖啡因。
很多咖啡因的自然来源也含有多种其他的黄嘌呤生物碱，包括茶碱和可可碱這兩種强心剂以及其他物质例如单宁酸。

## 历史
早在石器时代，人类已经开始使用咖啡因。早期的人们发现咀嚼特定植物的种子、树皮或树叶有减轻疲劳和提神的功效。直到很多年以后，人们才发现使用热水泡这些植物能够增加咖啡因的效用。许多文化都有关于远古时期的人们发现这些植物的神话。
在中国，茶的历史可以追溯到仰韶文化中发现的茶树。唐代陆羽在《茶经》中提到，茶成为饮料的历史“发乎神农氏”。西汉时期，茶已经成为宫廷中的饮料。晋代以后，茶逐渐成为普通饮料。
可乐果的使用似乎有相当古老的起源。在很多西非文化中，人们通过单独或群体地咀嚼可乐果来恢复精力和减轻饥饿感。
使用可可豆的最早的证据，是从公元前8世纪古玛雅文明的罐中的残留物发现的。在新世界里，巧克力被混入一种叫Xocoatl的苦辣饮品之中使用，也常伴有香草、辣椒和胭脂。Xocoatl被广泛认为能够抗疲劳，这大概归功于其中可可碱和咖啡因成分。巧克力在哥伦布发现美洲大陆以前的中美洲是一种奢侈品，可可豆也曾被用来作为货币。
有关喝咖啡的最早的可靠记录，出现在15世纪中叶阿拉伯南部也门的苏菲派修道院中。当地的苏菲派穆斯林有规律地饮用咖啡来保持祈祷时的清醒。咖啡从摩卡传播到埃及和北非，到16世纪，它已经传播到中东其他地区、波斯和土耳其。再从中东传播到意大利，然后传播到欧洲其他地区。咖啡树被荷兰人运到东印度群岛和美洲。
在英国，第一家咖啡屋开业于1652年，位于伦敦康希尔街圣迈克尔巷。很快咖啡开始在西欧流行并在17和18世纪社会交流中扮演了重要的角色。
巧克力在1700年由西班牙人引进欧洲，他们也将可可树引入了東印度群岛和菲律宾。它们被用于炼金术，叫做黑豆。
1819年，德国化学家弗里德利布·费迪南德·龙格第一次分离出相对纯净的咖啡因。
1911年，美國政府在田纳西州查塔努加市没收了40大桶和20小桶可口可乐浓缩原浆，并宣称其“有害健康”后，咖啡因成了最早的关于引起健康恐慌的其中一个记录。当年3月13日，美国政府开始了“美国起诉40大桶和20小桶可口可乐”案，希望通过夸大的宣传迫使可口可乐将咖啡因从其配方中移除，比如宣传在一个女子学校，过多的饮用可口可乐导致“夜间荒诞行为，违背学院规则和女性的礼节，甚至不道德”。尽管最高法院最后做出了有利于可口可乐的裁决，1912年仍然有两个旨在修正“纯天然食品与药品法案”的议案被提交到众议院，把咖啡因添加进“上瘾”和“有害”物质清单，因此该成份必须在产品标签中列出。
现在，每年咖啡因的国际销量已达到120000吨，这个数字相当于每天每个人消耗一份咖啡饮品，这也使它成为了世界最流行的影响精神的物质。在北美，90%的成年人每天會消耗一定量的咖啡因。

## 来源

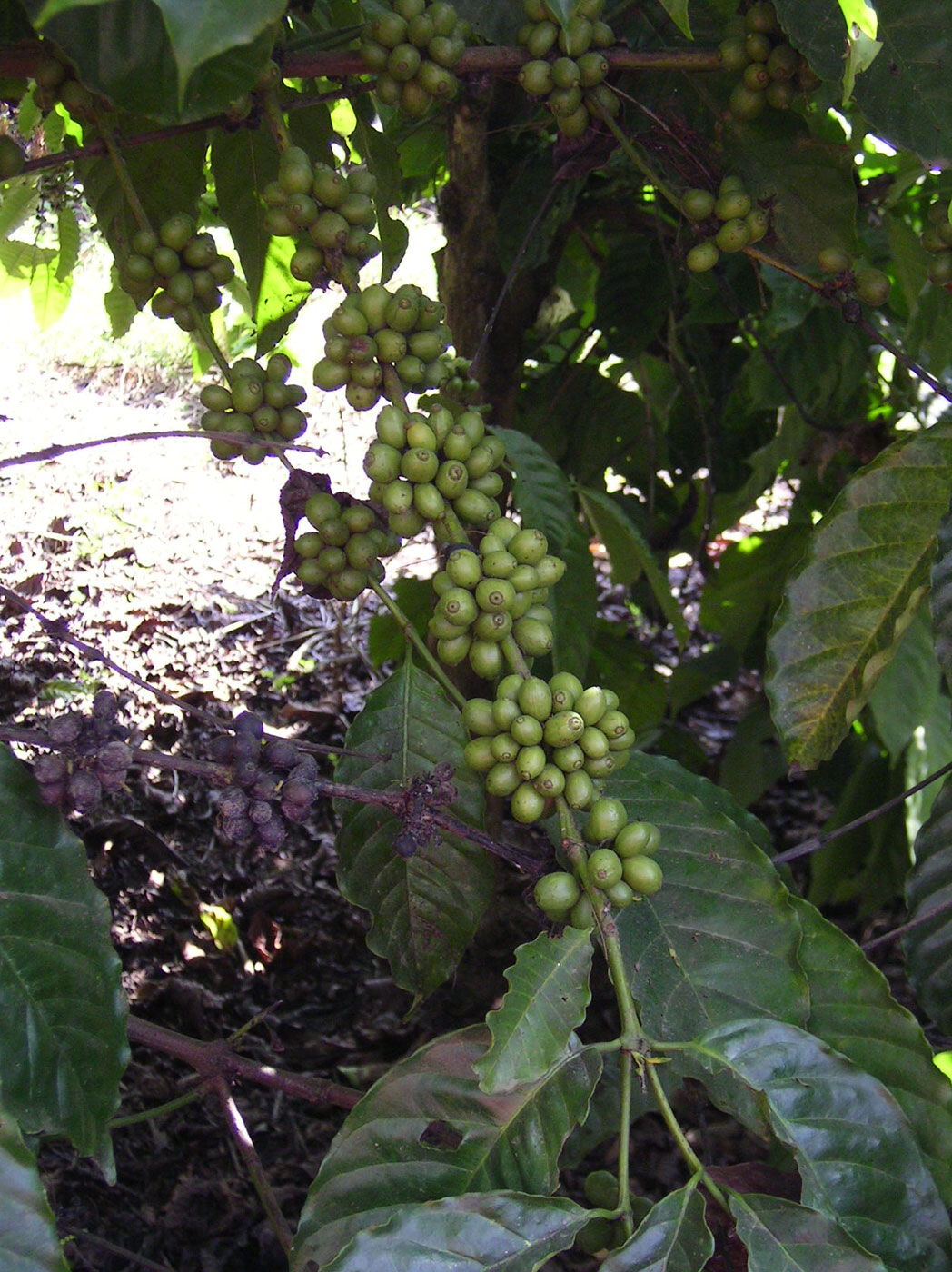
咖啡豆，世界上咖啡因的主要来源

## 药理学
初服咖啡因，能使中枢神经系统兴奋，因此能够增加警觉度，使人警醒，有快速而清晰的思维，增加注意力和保持较好的身体状态。最后进入脊髓并保持一个较高的剂量。在体内，关于咖啡因的化学反应十分复杂，大致的几种机理如下：
在大脑中咖啡因可以阻挡腺嘌呤核苷接受器。腺嘌呤核苷与它的接受器结合后可以减缓神经细胞的活动。一般在睡眠时两者结合。咖啡因分子与腺嘌呤核苷类似，可以与同一种接受器结合。但它不促使细胞活动降低，相反地，它阻止腺嘌呤核苷与它的接受器结合。其结果是神经细胞活动增高，神经细胞分泌激素肾上腺素。肾上腺素导致心跳加快，血压增高，肌肉中的血流量提高，皮肤和内脏的血流量降低，肝脏向血液释放葡萄糖。此外咖啡因与氨基丙苯一样可以提高脑内的神经递质多巴胺。

### 代谢

咖啡因在肝臟中被分解產生三个初級代謝產物副黄嘌呤（84%）、可可碱（12%）和茶碱（4%）

咖啡因在摄取后45分钟内被胃和小肠完全吸收。吸收后它会分布于身体的所有器官之中，转化过程符合化学动力学一级反应。
咖啡因的半衰期，即身體轉化所摄取咖啡因的一半量所用的时间，在不同個體之間差異極大。這主要和年齡、肝功能、是否懷孕、同時摄入的其他药物，以及肝臟中与咖啡因代谢有关的酶的數量等有關。一个健康成人的咖啡因的半衰期大约是3-4个小时，在口服避孕药物的女性体内则延长至5-10个小时，在已怀孕的女性体内则大概为9-11个小时。当某些个体患有严重的肝脏疾病时，咖啡因会累积，半衰期延长至96个小时。婴儿或儿童的咖啡因的半衰期可能大于成年人，在一个新生婴儿的体内可能会长至30个小时。某些其它因素也会缩短咖啡因的半衰期，比如吸烟。
咖啡因的代谢在肝脏中发生，由细胞色素P450氧化酶（特别是1A2同工酶）酶系统氧化，形成三种不同的二甲基黄嘌呤，这三种二甲基黄嘌呤对身体有不同的作用。
- 副黄嘌呤（英语：Paraxanthine）（1,7-二甲基黄嘌呤，84%）-能够加速脂解，导致血浆中的甘油及自由脂肪酸的含量增加。
- 可可碱（12%）-能够扩张血管，增加尿量。可可碱也是可可豆中主要的生物碱，也存在于巧克力中。
- 茶碱（4%）-舒缓支气管平滑肌，被用作治疗哮喘。治疗所用的剂量远远大于由咖啡因代谢所产生的剂量。

这些化合物进一步代谢，最终通过尿液排泄出体外。

## 生理影响

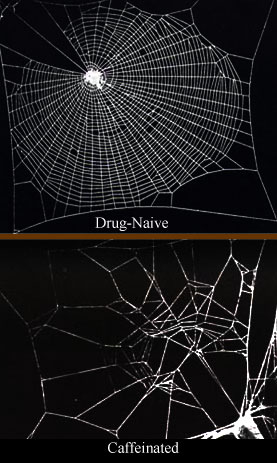
蜘蛛攝入了咖啡因，不能編織正常的蜘蛛网。

咖啡因是一个中枢神经系统兴奋剂，也是代谢的刺激剂。咖啡因既被作为饮品，也被作为药品，其作用都是提神及解除疲劳，咖啡因也可減低頭痛時的痛楚。每个人所需要的能够产生效果的咖啡因精确剂量并不相同，主要取决于体型和咖啡因耐受度。咖啡因在不到一个小时的时间内就可以开始在身体裡发挥作用，如果摄取温和剂量的咖啡因，作用可在3到4个小时内消失。食用咖啡因并不能减少所需睡眠时间，它只能临时的减弱睏的感觉。
因为这些影响，咖啡因是机能增进剂：提升大脑和身体的能力。一项在1979年的研究表明，与对照组相比，摄取了咖啡因之后的运动员在长距离自行车项目中的表现增加7%。其他的研究获得了更加显著的结果：一个对经过训练的跑步运动员的实验表明，在摄取一剂9毫克每千克体重的咖啡因之后，运动员的直线跑耐久性增加44%，环形跑耐久力增加55%。如此显著的提升并不是孤立的偶然情况，一些后续的研究也得到相似的结果。另外一个研究表明，在摄取了5.5毫克每千克体重咖啡因之后，在自行车项目中，能够提升29%的持续时间。
咖啡因有时也与其他药物混合提高它们的功效。咖啡因能够使减轻头痛的药的功效提高40%，并能使身体更快地吸收这些药品，缩短这些药品起作用的时间。因此，很多非处方治疗头痛的药品中包含有咖啡因。咖啡因也与麦角胺一起使用，治疗偏头痛和丛集性头痛，也能克服由抗组胺剂带来的困意。
早产儿的呼吸问题，有时也使用柠檬酸咖啡因治疗。使用柠檬酸咖啡因疗法后，早产婴儿的支气管发育不良明显减少。此疗法的唯一缺点是在治疗中暂时性的体重增长变慢。柠檬酸咖啡因在很多国家只能通过处方获得。
目前亦有許多研究顯示，服用含咖啡因飲料有助於緩解憂鬱症病人的情感症狀，但過量使用可能導致情緒亢奮或成癮的現象；故仍需進行個別性的評估後，再決定是否將含咖啡因飲料融入均衡飲食中使用。

### 过量使用

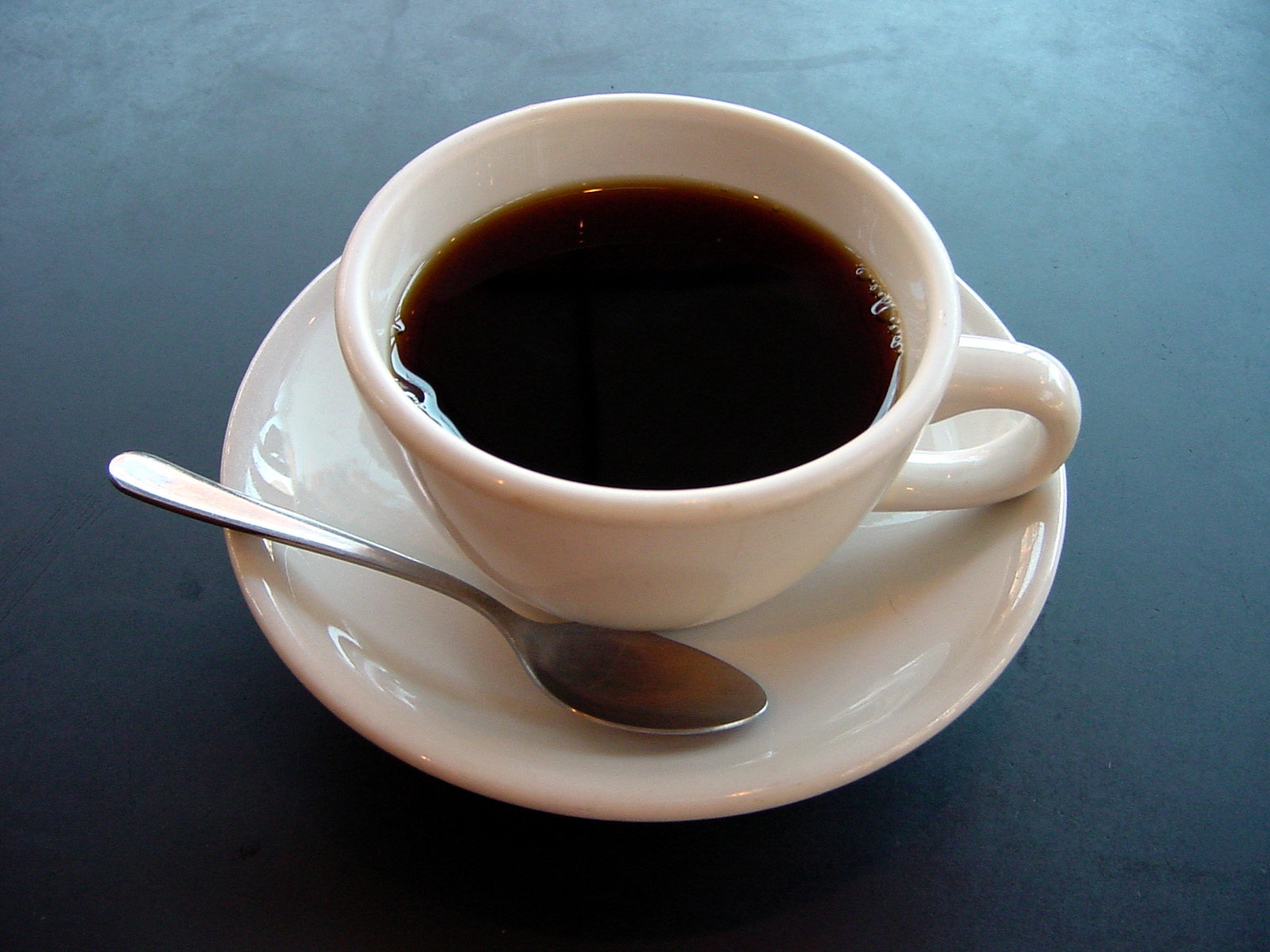
在短时间内过多的咖啡因可以导致上瘾和一系列的身体与心理的不良反应

在长期摄取的情况下，大剂量的咖啡因是一种毒品，能够导致“咖啡因中毒”。咖啡因中毒包括上瘾和一系列的身体与心理的不良反应，比如神经过敏、易怒、焦虑、震颤、肌肉抽搐(反射亢进)、失眠和心悸（一般人服用咖啡因是因为它的刺激作用，许多熬夜讀書應付考試的学生，還有夜班工作的人會攝入咖啡因，如飲茶、咖啡或咖啡因藥丸等。而在严格的上瘾的定义下，只有逐渐增高用量才是上瘾，用咖啡因依赖描述更为恰当一些，但是在一个被广泛接受的定义下，所有慢性的很难摆脱的行为都叫做上瘾，所以也可以用咖啡因上瘾来描述。）。另外，由于咖啡因能使胃酸增多，持续的高剂量摄入会导致消化性溃疡，糜烂性食道炎和胃食管反流病。然而，因为无论是正常的咖啡还是脱咖啡因咖啡，都会刺激胃黏膜，增加胃酸分泌，所以咖啡因可能不是咖啡造成此原因的唯一成分。

#### 咖啡因过度兴奋
短时间内过量摄入咖啡因（通常超过250毫克，相当于2-3杯煮咖啡），可以导致中枢神经系统过度兴奋。咖啡因过度兴奋的症状包括：烦躁、神经过敏、兴奋、失眠、脸红、尿液增加、胃肠紊乱、肌肉抽搐、思维涣散、心悸或过快以及躁动。
摄取极大剂量的咖啡因会导致死亡。对于实验鼠，咖啡因的半致死劑量为192毫克每千克体重。咖啡因半数致死量取决于体重和个人敏感程度，大概是150至200毫克每千克体重，大约是一个普通成年人在一个有限的时间内摄取140至180杯咖啡，时间取决于生物半衰期。尽管饮用普通咖啡几乎不可能致死，但有由于过度服用咖啡因药丸致死的报告。

#### 咖啡因焦虑症及睡眠失调
长期过量摄取咖啡因会引起一系列精神紊乱。其中两种被美国精神病学协会验证的是咖啡因焦虑症和咖啡因睡眠失调。
咖啡因睡眠失调是指由一个个体有规律的摄取高剂量的咖啡因所导致的他或她的睡眠紊乱，并且能被临床诊断所發现。
对某些个体而言，大剂量的咖啡因所导致的焦虑足够被临床诊断發现。咖啡因焦虑症会以不同的形式出现，一般性焦虑失调，恐慌發作，强迫症甚至是恐怖症。因为这些症状容易与基本神经失调混淆，比如恐慌失调，一般性焦虑失调，躁鬱症或甚至是精神分裂症，所以一些医务工作者认为部分咖啡因摄入过量的人被误诊并给予了不必要的治疗，他们认为咖啡因诱发的精神疾病可以通过切断咖啡因来源而很简单的控制。一个由《不列颠上瘾期刊》（British Journal of Addiction）所作的调查表明，虽然咖啡因引发的疾病很少被诊断出，咖啡因慢性中毒至少困扰了十分之一的总人口。

### 代谢、毒性與對健康的影響
长期摄入咖啡因可以导致身体产生耐受性，假如这时中断使用会产生咖啡因戒断，身体会对腺嘌呤核苷过分灵敏，血压会过度降低，导致头疼和其它症状。
对人类而言，正常摄入的咖啡因是安全的，但是咖啡因对某些动物而言却是有毒的，例如猫、狗、马和鹦鹉等，因为这些动物肝臟的分解咖啡因的能力比人类弱很多。咖啡因对蜘蛛有显著的影响，远远高于其他药物。
目前沒有明確証據指出咖啡因與骨質流失及骨質疏鬆症有相關性。在一項與可樂有關而不包括其他碳酸飲料的研究當中發現咖啡因並不是導致骨質流失的原因，相反當中磷酸的分量與年長女性出現骨質疏鬆有較直接的關係。

## 管制

### 中華人民共和國
用作药物、纯度较高的咖啡因被中华人民共和国政府列為第二类精神藥品管制，其生产、供应必须经过省级卫生行政部门批准，由县级以上卫生行政部门指定的单位经营。将咖啡因作为毒品滥用和走私、贩卖等是违法犯罪行为。医师处方中的用量不得超过7日常用量，并需存根2年。20世纪80年代开始，山西省民间曾流行以咖啡因制成“片片”（又称“面面”）服用成瘾的严重社会问题。
《中華人民共和國刑法》
- 刑法第357条中定义了毒品，将“国家规定管制的其他能够使人形成瘾癖的麻醉药品和精神药品”列入毒品范畴，咖啡因即属于精神药品名录中的第二类部分。
- 刑法第347條，非法走私、販賣、運輸、製造毒品，無論數量多少，屬刑事罪行。按刑法第347條及最高人民法院的相关解釋，涉及「数量大」（200公斤咖啡因以上）者最高刑罰為死刑，涉及数量較大（50公斤以上但不滿200公斤咖啡因）者處7年以上有期徒刑。
- 刑法第348條把非法持有「数量大」或「数量較大」的毒品列為可判處監禁的罪行。

### 中华民国
中华民国并未将咖啡因列为管制药物。根据行政院卫生署（今衛生福利部）食物药品管理局頒佈之《食品添加物使用範圍及限量暨規格標準》，非药用的咖啡因用途限定于食品添加剂中饮料的调味剂，食材中必须是源自原料的天然成分而不是以纯咖啡因添加，规定其含量不得超过320毫克/千克（320ppm），否则视为药用。
含有咖啡因成分，且有容器或包裝之液態飲料，依行政院衛生署（今衛生福利部）於2007年所公告之《含有咖啡因成分且有容器或包裝之飲料，應於個別產品外包裝標示咖啡因含量》，須在外包裝標示咖啡因含量，並符合下列標示要求：(一)每100毫升所含咖啡因高於或等於20毫克者，其咖啡因含量以每100毫升所含咖啡因之毫克數為標示方式，其標示值之誤差允許範圍，請業者依照廠規確實品管。(二)每100毫升所含咖啡因低於20毫克者，其咖啡因含量以「20mg/100mL以下」標示之。(三)咖啡、茶及可可飲料，每100毫升所含咖啡因等於或低於2毫克者，得以標示「低咖啡因」替代前述「20mg/100mL以下」用語。
現煮咖啡因受咖啡豆種類、沖泡方式不同影響含量，由行政院消費者保護委員會於2006年8月1日則推行咖啡因分級制度，主要針對台灣主要11家連鎖咖啡店的現煮咖啡，包括濃縮咖啡或其他類型，推動按照紅色、黃色、綠色顏色差異標示來提醒消費者每杯咖啡的咖啡因含量。其中紅色為200－300毫克或以上、黃色為100－200毫克、綠色為100毫克以下。這項措施原先不具強制性，但業者多半配合，只是標示方式未必清楚，有些標在菜單上，有些則印製成傳單讓消費者索取（例如星巴克）。但自112年1月1日起，依衛生福利部訂定之《連鎖飲料便利商店及速食業之現場調製飲料標示規定》，要求含有咖啡因成分之現場調製飲料，應標示該杯飲料總咖啡因含量之最高值，並加註「最高值」；或以紅黃綠標示區分總咖啡因含量，該標示得以符號或圖樣標示之。

### 美国
美国法律中，咖啡因不在管制药物之列，其药用和食用都是合法的。美国食品药品监督管理局认为只要饮料中作为食物添加剂的咖啡因含量在每千克200毫克（200ppm）以下，就是安全的。然而，含有咖啡因的食物和药物都必须在包装上注明咖啡因的含量。

### 引用
1. 1 2  Malenka RC, Nestler EJ, Hyman SE. . Sydor A, Brown RY  (编).  2nd. New York: McGraw-Hill Medical. 2009: 375. ISBN 9780071481274. Long-term caffeine use can lead to mild physical dependence. A withdrawal syndrome characterized by drowsiness, irritability, and headache typically lasts no longest than a day. True compulsive use of caffeine has not been documented.
2. 1 2  Karch SB.  4th. Boca Raton: CRC Press. 2009: 229–230. ISBN 9780849378812. The suggestion has also been made that a caffeine dependence syndrome exists ... In one controlled study, dependence was diagnosed in 16 of 99 individuals who were evaluated. The median daily caffeine consumption of this group was only 357 mg per day (Strain et al., 1994).
Since this observation was first published, caffeine addiction has been added as an official diagnosis in ICDM 9. This decision is disputed by many and is not supported by any convincing body of experimental evidence. ... All of these observations strongly suggest that caffeine does not act on the dopaminergic structures related to addiction, nor does it improve performance by alleviating any symptoms of withdrawal.
3. 1 2 3  American Psychiatric Association.  (PDF). American Psychiatric Publishing: 1–2. 2013  [2015-07-10]. （原始内容 (PDF)存档于2015-08-15）. Substance use disorder in DSM-5 combines the DSM-IV categories of substance abuse and substance dependence into a single disorder measured on a continuum from mild to severe. ... Additionally, the diagnosis of dependence caused much confusion. Most people link dependence with “addiction” when in fact dependence can be a normal body response to a substance. ... DSM-5 will not include caffeine use disorder, although research shows that as little as two to three cups of coffee can trigger a withdrawal effect marked by tiredness or sleepiness. There is sufficient evidence to support this as a condition, however it is not yet clear to what extent it is a clinically significant disorder.
4. 1 2  . Abingdon: CRC Press. 2007: 222–223. ISBN 9781420047424.
5. 1 2 3  Poleszak, Ewa; Szopa, Aleksandra; Wyska, Elżbieta; Kukuła-Koch, Wirginia; Serefko, Anna; Wośko, Sylwia; Bogatko, Karolina; Wróbel, Andrzej; Wlaź, Piotr. . Pharmacological Reports. July 2015  [12 September 2015-09-12]. ISSN 1734-1140. doi:10.1016/j.pharep.2015.06.138. （原始内容存档于2017-02-08）.
6. 1 2 3 4 5 6 7 8  . DrugBank. University of Alberta. 2013-09-16  [2014-08-08]. （原始内容存档于2015-05-04）.
7. ↑  . Pubchem Compound. NCBI.   [16 October 2014-10-16]. 
Boiling Point
178 deg C (sublimes)
Melting Point
238 DEG C (ANHYD)
8. ↑  . ChemSpider. Royal Society of Chemistry.   [2014-10-16]. （原始内容存档于2019-05-14）. Experimental Melting Point:
234–236 °C Alfa Aesar
237 °C Oxford University Chemical Safety Data
238 °C LKT Labs [C0221]
237 °C Jean-Claude Bradley Open Melting Point Dataset 14937
238 °C Jean-Claude Bradley Open Melting Point Dataset 17008, 17229, 22105, 27892, 27893, 27894, 27895
235.25 °C Jean-Claude Bradley Open Melting Point Dataset 27892, 27893, 27894, 27895
236 °C Jean-Claude Bradley Open Melting Point Dataset 27892, 27893, 27894, 27895
235 °C Jean-Claude Bradley Open Melting Point Dataset 6603
234–236 °C Alfa Aesar A10431, 39214
Experimental Boiling Point:
178 °C (Sublimes) Alfa Aesar
178 °C (Sublimes) Alfa Aesar 39214
9. 1 2  Lovett, Richard.  (PDF). New Scientist. 2005-09-24, (2518). （原始内容 (PDF)存档于2006-06-16）.
10. ↑  Escohotado, Antonio; Ken Symington. . Park Street Press. May 1999. ISBN 978-0-89281-826-6.
11. ↑  Yu, Lu. . Ecco Pr; Reissue edition. October 1995  [2007-03-28]. ISBN 978-0-88001-416-8. （原始内容存档于2021-12-10）.
12. ↑  . 艺术中国网.   [2012-08-11]. （原始内容存档于2013-04-28）.
13. ↑  Lovejoy, Paul E. . Cahiers d' tudes Africaines. 1980, 20 (77/78)  [2025-06-06]. ISSN 0008-0055.
14. ↑  Weinberg, Bennett Alan; Bealer, Bonnie K. . Internet Archive. New York : Routledge. 2001. ISBN 978-0-415-92723-9.
15. ↑  . www.newpartisan.com.   [2025-06-06]. （原始内容存档于2005-03-09） （英语）.
16. ↑  1911年版《大英百科全書》Coffee條目
17. ↑  Weinberg, BA; BK Bealer. . Routledge. January 2001. ISBN 978-0-415-92722-2.
18. ↑  Benjamin, LT Jr; Rogers AM, Rosenbaum A. . J Hist Behav Sci. 1991 Jan, 27 (1): 42–55. PMID 2010614.
19. ↑  Jarvis, Gail. . May 21, 2002  [2006-08-19]. （原始内容存档于2006年10月25日）.
20. ↑  . Australian Broadcasting Corporation. 1997  [2006-08-20]. （原始内容存档于2009-07-26）.
21. ↑  . Nutrition Action Health Newsletter. Center For Science in the Public Interest. December 1996  [2006-08-22]. （原始内容存档于2007-06-14）.
22. ↑  Erowid. . The Vaults of Erowid. July 7, 2006  [2006-08-22]. （原始内容存档于2006-06-10）.
23. ↑  Nathanson, JA. . Science. 12 October 1984, 226 (4671): 184–7  [2007-03-28]. PMID 6207592. （原始内容存档于2009-11-23）.
24. ↑  Erowid. . The Vaults of Erowid. Dec 2003  [2006-08-16]. （原始内容存档于2010-07-29）.
25. ↑  . National Library of Medicine.   [2006-08-16].. Generally translated as mateine in articles written in English
26. ↑  . National Library of Medicine.   [2006-08-16].
27. 1 2  . International Coffee Organization.   [2006-08-21]. （原始内容存档于2009-03-27）.
28. ↑  . September 1996  [2006年8月12日]. （原始内容存档于2010年8月22日）.
29. ↑  Smit, HJ; Gaffan EA, Rogers PJ. . Psychopharmacology. 2004 Nov, 176 (3-4): 412–9.
30. ↑  Haskell, CF; Kennedy D, Wesnes KA, Milne AL, Scholey AB. . J Psychopharmacol. 13 March 2006, 0 (0): 0–0. PMID 16533867. ; [Epub ahead of print]
31. 1 2 3  Bolton, Ph.D., Sanford; Gary Null, M.S. . Orthomolecular Psychiatry. 1981, 10 (3): 202–211  [2006年8月12日]. （原始内容存档于2007年4月3日）.
32. ↑  楊承樺營養師 (iamneo2013). . “愛吃愛動” 運動營養師 楊承樺.   [2019-04-14]. （原始内容存档于2021-01-06） （中文（臺灣））.
33. ↑  Newton, R; Broughton LJ, Lind MJ, Morrison PJ, Rogers HJ, Bradbrook ID. . European Journal of Clinical Pharmacology. 1981, 21 (1): 45–52. PMID 7333346.
34. ↑  Meyer, FP; Canzler E, Giers H, Walther H. . Zentralbl Gynakol. 1991, 113 (6): 297–302. PMID 2058339.
35. ↑  Ortweiler, W; Simon HU, Splinter FK, Peiker G, Siegert C, Traeger A. . Biomed Biochim Acta. 1985, 44 (7-8): 1189–99. PMID 4084271.
36. ↑  Bolton, Ph.D., Sanford; Gary Null, M.S. . Orthomolecular Psychiatry. 1981, 10 (3): 202–211  [2006年8月14日]. （原始内容存档于2007年4月3日）.
37. ↑  Springhouse. . Lippincott Williams & Wilkins. January 1, 2005. ISBN 978-1-58255-396-2.
38. ↑  . The Pharmacogenetics and Pharmacogenomics Knowledge Base.   [2006-08-14]. （原始内容存档于2006-09-27）.
39. ↑  Nehlig, A; Daval JL, Debry G. . Brain Res Brain Res Rev. 1992 May-Aug, 17 (2): 139–70. PMID 1356551.
40. ↑  Ivy, JL; Costill DL, Fink WJ, Lower RW. . Med Sci Sports. 1979 Spring, 11 (1): 6–11. PMID 481158.
41. ↑  Graham, TE; Spriet, LL. . J Appl Physiol. 1991 Dec, 71 (6): 2292–8. PMID 1778925.
42. ↑  Trice, I; Haymes, EM. . Int J Sport Nutr. Mar 1995, 5 (1): 37–44. PMID 7749424.
43. ↑  . WebMD. June 2004  [2006-08-14]. （原始内容存档于2008-05-18）.
44. ↑  . www.baidu.com.   [2024-01-15]. （原始内容存档于2024-01-15）.
45. ↑  Schmidt, B; Roberts, RS, Davis, P, Doyle, LW, et al. . N Engl J Med. May 18, 2006, 354 (20): 2112–21.
46. ↑  . MedlinePlus. 2000-05-25  [2006-08-12]. （原始内容存档于2007-02-23）.
47. ↑  Grosso, Giuseppe; Micek, Agnieszka; Castellano, Sabrina; Pajak, Andzrej; Galvano, Fabio. . Molecular Nutrition & Food Research (Wiley). 2015-11-23, 60 (1): 223–234. ISSN 1613-4125. doi:10.1002/mnfr.201500620.
48. ↑  . Encyclopedia of Mental Disorders.   [2006-08-14]. （原始内容存档于2010-09-10）.
49. ↑  . Articles base & Alta Care Laboratoires.   [2008-09-24]. （原始内容存档于2019-05-14）.
50. ↑  . Cedars-Sinai.   [2006-08-14]. （原始内容存档于2009-01-14）.
51. ↑  . The Vaults of Erowid. Jul 8, 2006  [2006-08-14]. （原始内容存档于2021-01-01）.
52. ↑  In cases of much larger overdoses mania, depression, lapses in judgment, disorientation, loss of social inhibition, delusions, hallucinations, psychosis, rhabdomyolysis, and death may occur.
53. ↑  . MedlinePlus. 2006-04-04  [2006-08-14]. （原始内容存档于2010-07-08）.
54. ↑  Kamijo, Y; Soma K, Asari Y, Ohwada T. . Veterinary and Human Toxicology. 1999 Dec, 41 (6): 381–3. PMID 10592946.
55. ↑  . The Vaults of Erowid. Jul 8, 2006  [2006-08-14]. （原始内容存档于2021-01-01）.
56. ↑  Kerrigan, S; Lindsey T. . Forensic Sci Int. 2005, 153 (1): 67–9  [2007-03-28]. （原始内容存档于2010-08-21）.
57. ↑  Holmgren, P; Norden-Pettersson L, Ahlner J. . Forensic Sci Int. 2004, 139 (1): 71–3  [2007-03-28]. （原始内容存档于2010-08-21）.
58. ↑  Walsh, I; Wasserman GS, Mestad P, Lanman RC. . Pediatr Emerg Care. Dec 1987, 3 (4): 244–9. PMID 3324064.
59. ↑  Mrvos, RM; Reilly PE, Dean BS, Krenzelok EP. . Vet Hum Toxicol. Dec 1989, 31 (6): 571–2. PMID 2617841.
60. ↑  《精神障碍诊断与统计手册 第5版》，物质相关及成瘾障碍，咖啡因相关障碍
61. 1 2  . 美国精神病学协会. 1994. ISBN 978-0-89042-062-1.
62. ↑  Shannon, MW; Haddad LM, Winchester JF. . 1998. ISBN 978-0-7216-6409-5.
63. ↑  James, JE; KP Stirling. . British Journal of Addiction. Sep 1983, 78 (3): 251–8. PMID 6354232.
64. ↑  Noever, R., J. Cronise, and R. A. Relwani. 1995. Using spider-web patterns to determine toxicity. NASA Tech Briefs 19 (4):82. Published in New Scientist magazine, 27 April 1995.
65. ↑  Tucker KL, Morita K, Qiao N, Hannan MT, Cupples LA, and Kiel DP.  (PDF). American Journal of Clinical Nutrition. October 2006, 84 (4): 336–342  [2008-04-21]. （原始内容存档于2010-01-24）.
66. 1 2  李施霆. . 微信公众平台. 2024-01-23  [2024-12-08] –中国禁毒报.
67. ↑  . 中国网. 2002年6月12日  [2012年8月11日]. （原始内容存档于2020年4月10日）.
68. ↑  范斌：“山西省精神药品咖啡因滥用问题”，《山西警官高等专科科学校学报》，2008年第1期，第67-70页。
69. ↑  . 国家法律法规数据库. 2016-04-06  [2024-12-08].
70. ↑  食品添加物使用範圍及限量暨規格標準 （页面存档备份，存于） - 食品藥物消費者知識服務網
71. ↑  食品添加物使用範圍及限量暨規格標準 （页面存档备份，存于） - 全國法規資料庫
72. ↑  David M. Mrazik.  (PDF).   [2012-08-11]. （原始内容存档 (PDF)于2021-01-06）.